# Denis Wladimirowitsch Gurjanow
Denis Wladimirowitsch Gurjanow (russisch Денис Владимирович Гурьянов; englische Transkription: Denis Vladimirovich Gurianov oder Guryanov; * 7. Juni 1997 in Toljatti) ist ein russischer Eishockeyspieler, der seit August 2024 beim ZSKA Moskau in der Kontinentalen Hockey-Liga (KHL) unter Vertrag steht. Zuvor verbrachte der rechte Flügelstürmer acht Jahre in der National Hockey League (NHL), wo er für die Dallas Stars, Canadiens de Montréal, Nashville Predators und Philadelphia Flyers auflief.

## Karriere
Denis Gurjanow begann seine Karriere als Eishockeyspieler in seiner Geburtsstadt in der Nachwuchsabteilung von HK Lada Toljatti. In der Saison 2014/15 debütierte er in der KHL. Der Flügelspieler wurde im NHL Entry Draft 2015 in der ersten Runde als insgesamt zwölfter Spieler von den Dallas Stars ausgewählt.
Im Mai 2016 wurde Gurjanow von den Dallas Stars per Dreijahres-Einstiegsvertrag verpflichtet. Am 9. April 2017 debütierte der Angreifer in der NHL und etablierte sich im Verlauf der Saison 2019/20 im Aufgebot der Stars. Mit dem Team erreichte er in den folgenden Playoffs 2020 das Endspiel um den Stanley Cup, unterlag dort jedoch den Tampa Bay Lightning mit 2:4. Auf dem Weg ins Finale trat er besonders im Conference-Viertelfinale gegen die Calgary Flames in Erscheinung, als ihm im letztlich entscheidenden sechsten Spiel vier Tore gelangen.
Nach fast sieben Jahren in der Organisation der Stars wurde Gurjanow im Februar 2023 im Tausch für Jewgeni Dadonow zu den Canadiens de Montréal transferiert, wobei die Canadiens weiterhin die Hälfte von Dadonows Gehalt übernahmen. Am Ende der Saison 2022/23 wurde sein auslaufender Vertrag in Montréal nicht verlängert, sodass er sich wenig später als Free Agent den Nashville Predators anschloss. Von dort wiederum gelangte er im März 2024 im Tausch für Wade Allison zu den Philadelphia Flyers.
Nach acht Jahren in der National Hockey League kehrte Gurjanow in seine russische Heimat zurück und schloss sich dort im August 2024 dem ZSKA Moskau aus der KHL an.

### International
Für Russland nahm Gurjanow im Juniorenbereich an der World U-17 Hockey Challenge 2014, U18-Junioren-Weltmeisterschaft 2015 sowie U20-Junioren-Weltmeisterschaft 2017 teil und gewann 2014 und 2017 mit seiner Mannschaft jeweils die Bronzemedaille.

## Erfolge und Auszeichnungen
- 2014 Bronzemedaille bei der World U-17 Hockey Challenge
- 2017 Bronzemedaille bei der U20-Junioren-Weltmeisterschaft
- 2019 Teilnahme am AHL All-Star Classic

## Karrierestatistik
Stand: Ende der Saison 2023/24

### International
Vertrat Russland bei:
- World U-17 Hockey Challenge 2014 (Januar)
- U18-Weltmeisterschaft 2015
- U20-Weltmeisterschaft 2017

(Legende zur Spielerstatistik: Sp oder GP = absolvierte Spiele; T oder G = erzielte Tore; V oder A = erzielte Assists; Pkt oder Pts = erzielte Scorerpunkte; SM oder PIM = erhaltene Strafminuten; +/− = Plus/Minus-Bilanz; PP = erzielte Überzahltore; SH = erzielte Unterzahltore; GW = erzielte Siegtore; 1 Play-downs/Relegation; Kursiv: Statistik nicht vollständig)